# 배런 힐튼
배런 힐턴(Barron Hilton, 1927년 10월 23일 ~ 2019년 9월 19일)은 미국의 기업인으로, 콘래드 힐턴의 아들이다.

## 생애
콘래드 N. 힐튼의 아들로 1927년 태어난 배런 힐튼은 2차 세계대전 때 해군 사진작가로 활동한 후 음료, 석유, 항공기 임대업 사업을 벌여 재산을 불렸다. 1951년 아버지의 호텔 사업을 물려받은 그는 30여년 동안 힐튼 회장직을 역임하며 힐튼 호텔을 세계적인 브랜드로 키웠다.
배런 힐튼의 유족으로는 자녀 8명, 손주 15명, 증손 4명이 있으며 이 가운데 모델 겸 사업가로 유명한 손녀 패리스 힐튼이 포함되어 있다.

## 결혼
1947년, 배런 힐튼은 마릴린 준 하울리와 결혼했다. 2004년 아내가 죽었다. 8명의 자녀를 낳았다.